# Стариковці
Старико́вці (рос. Стариковцы) — присілок у складі Білохолуницького району Кіровської області, Росія. Входить до складу Прокоп'євського сільського поселення.
Населення поселення становить 72 особи (2010, 145 у 2002).
Національний склад станом на 2002 рік — росіяни 99 %.